# Tour de Polonia 2012
La 69.ª edición del Tour de Polonia se disputó entre el 10 y el 16 de julio de 2012, con un recorrido de 1.234,7 km distribuidos en siete etapas, con inicio en Karpacz y final en Cracovia. Debido a la celebración de los Juegos Olímpicos de Londres, que comenzaron el 27 de julio, esta carrera tuvo que adelantar su celebración con respecto a otros años anteriores.
La carrera formó parte del calendario UCI WorldTour 2012.
El ganador final fue Moreno Moser (quien además se hizo con dos etapas). Le acompañaron en el podio Michał Kwiatkowski y Sergio Henao, respectivamente.
En las clasificaciones secundarias se impusieron Tomasz Marczynski (montaña), Ben Swift (puntos), Adrian Kurek (metas volantes) y Sky (equipos).

## Equipos participantes
Tomaron parte en la carrera 25 equipos: los 18 de categoría UCI ProTour (al ser obligada su participación); más 6 de categoría Profesional Continental mediante invitación de la organización (Team Argos-Shimano, Caja Rural Colnago-CSF Inox, Farnese Vini-Selle Italia, Type 1-Sanofi y Utensilnord Named); y una selección de Polonia (con corredores de equipos de los Circuitos Continentales UCI) bajo el nombre de Reprezentacja Polski. Formando así un pelotón de 200 ciclistas (el máximo permitido para carreras profesionales), con 8 corredores cada equipo, de los que acabaron 154. Los equipos participantes fueron:
| ProTeams (18)- AG2R La Mondiale - Astana - BMC Racing Team - Euskaltel-Euskadi - FDJ-BigMat - Garmin-Sharp - Katusha Team - Lampre-ISD - Liquigas-Cannondale - Lotto-Belisol - Movistar Team - Omega Pharma-Quick Step - Orica-GreenEDGE - Rabobank - RadioShack-Nissan - Saxo Bank-Tinkoff Bank - Sky - Vacansoleil - DCM Equipos continentales profesionales (6)- Argos-Shimano - Caja Rural - Utensilnord Named - Team Type 1-Sanofi - Colnago-CSF Inox - Farnese Vini-Selle Italia Equipo nacional- Polonia |
| |

## Etapas
| Etapa     | Fecha     | Recorrido                                  | type                   | Distancia (km) | Ganador        | Líder              |
| --------- | --------- | ------------------------------------------ | ---------------------- | -------------- | -------------- | ------------------ |
| 1.ª etapa | 10 de jul | Karpacz – Jelenia Góra                     | etapa de montaña       | 179,5          | Moreno Moser   | Moreno Moser       |
| 2.ª etapa | 11 de jul | Wałbrzych – Opole                          | etapa llana            | 239,4          | Benjamin Swift | Moreno Moser       |
| 3.ª etapa | 12 de jul | Kędzierzyn-Koźle – Cieszyn                 | etapa de media montaña | 201,7          | Zdeněk Štybar  | Moreno Moser       |
| 4.ª etapa | 13 de jul | Będzin – Katowice                          | etapa llana            | 127,8          | Aidis Kruopis  | Michał Kwiatkowski |
| 5.ª etapa | 14 de jul | Gmina Rabka-Zdrój – Zakopane               | etapa de montaña       | 163,1          | Benjamin Swift | Michał Kwiatkowski |
| 6.ª etapa | 15 de jul | Terma Bukovina – Gmina Bukowina Tatrzańska | etapa de montaña       | 191,8          | Moreno Moser   | Moreno Moser       |
| 7.ª etapa | 16 de jul | Cracovia – Cracovia                        | etapa llana            | 131,4          | John Degenkolb | Moreno Moser       |

## Clasificaciones finales

### Clasificación general
| \| Clasificación general \| Clasificación general \| Clasificación general \| Clasificación general \| Clasificación general \| \| Ciclista \| Ciclista \| Equipo \| Tiempo \| \| \| --------------------- \| --------------------- \| ----------------------- \| --------------------- \| --------------------- \| \| 1.º \| Moreno Moser \| Liquigas-Cannondale \| 30 h 15 min 49 s \| \| \| 2.º \| Michał Kwiatkowski \| Omega Pharma-Quick Step \| + 5 s \| \| \| 3.º \| Sergio Luis Henao \| Team Sky \| + 16 s \| \| \| 4.º \| Aleksandr Kolobnev \| Katusha \| + 25 s \| \| \| 5.º \| Linus Gerdemann \| RadioShack-Nissan \| + 28 s \| \| \| 6.º \| Rinaldo Nocentini \| AG2R La Mondiale \| + 29 s \| \| \| 7.º \| Ion Izagirre \| Euskaltel-Euskadi \| + 29 s \| \| \| 8.º \| Tiago Machado \| RadioShack-Nissan \| + 29 s \| \| \| 9.º \| Alexandre Geniez \| Argos-Shimano \| + 29 s \| \| \| 10.º \| Rigoberto Urán \| Team Sky \| + 29 s \| \| |                    |                         |                  |
| |                    |                         |                  |
| Fuente: ProCyclingStats |                    |                         |                  |
| Clasificación general |                    |                         |                  |
| Ciclista | Ciclista           | Equipo                  | Tiempo           |
| 1.º | Moreno Moser       | Liquigas-Cannondale     | 30 h 15 min 49 s |
| 2.º | Michał Kwiatkowski | Omega Pharma-Quick Step | + 5 s            |
| 3.º | Sergio Luis Henao  | Team Sky                | + 16 s           |
| 4.º | Aleksandr Kolobnev | Katusha                 | + 25 s           |
| 5.º | Linus Gerdemann    | RadioShack-Nissan       | + 28 s           |
| 6.º | Rinaldo Nocentini  | AG2R La Mondiale        | + 29 s           |
| 7.º | Ion Izagirre       | Euskaltel-Euskadi       | + 29 s           |
| 8.º | Tiago Machado      | RadioShack-Nissan       | + 29 s           |
| 9.º | Alexandre Geniez   | Argos-Shimano           | + 29 s           |
| 10.º | Rigoberto Urán     | Team Sky                | + 29 s           |

### Clasificación de la montaña
| Posición | Ciclista             | Equipo               | Puntos |
| -------- | -------------------- | -------------------- | ------ |
|          | Tomasz Marczynski    | Vacansoleil-DCM      | 85     |
| 2        | Daniel Teklehaimanot | Orica GreenEDGE      | 46     |
| 3        | Bartosz Huzarski     | Reprezentacja Polski | 43     |
| 4        | Sergio Henao         | Sky                  | 30     |
| 5        | Tom Slagter          | Rabobank             | 28     |

### Clasificación por puntos
| Posición | Ciclista           | Equipo                  | Puntos |
| -------- | ------------------ | ----------------------- | ------ |
|          | Ben Swift          | Sky                     | 77     |
| 2        | Michał Kwiatkowski | Omega Pharma-Quick Step | 69     |
| 3        | Moreno Moser       | Liquigas-Cannondale     | 59     |
| 4        | Sergio Henao       | Sky                     | 52     |
| 5        | Theo Bos           | Rabobank                | 47     |

### Clasificación de las metas volantes
| Posición | Ciclista           | Equipo                  | Puntos |
| -------- | ------------------ | ----------------------- | ------ |
|          | Adrian Kurek       | Utensilnord Named       | 11     |
| 2        | Łukasz Bodnar      | Reprezentacja Polski    | 9      |
| 3        | Michał Kwiatkowski | Omega Pharma-Quick Step | 7      |
| 4        | Mikhail Ignatiev   | Katusha                 | 5      |
| 5        | Fabian Wegmann     | Garmin-Sharp            | 4      |

### Clasificación por equipos
| Posición | Equipo                  | Tiempo           |
| -------- | ----------------------- | ---------------- |
|          | Sky                     | 90 h 49 min 30 s |
| 2        | RadioShack-Nissan       | a 4 s            |
| 3        | Movistar                | a 1 min 25 s     |
| 4        | Ag2r                    | a 2 min 19 s     |
| 5        | Omega Pharma-Quick Step | a 2 min 37 s     |

## Evolución de las clasificaciones
| Etapa                   | Vencedor                | Clasificación general Żółta koszulka | Clasificación de la montaña Klasyfikacja górska | Clasificación por puntos Klasyfikacja punktowa | Clasificación de las metas volantes Klasyfikacja najaktywniejszych | Clasificación por equipos Klasyfikacja drużynowa |
| ----------------------- | ----------------------- | ------------------------------------ | ----------------------------------------------- | ---------------------------------------------- | ------------------------------------------------------------------ | ------------------------------------------------ |
| 1.ª                     | Moreno Moser            | Moreno Moser                         | Daniel Teklehaimanot                            | Moreno Moser                                   | Sylvain Georges                                                    | Movistar                                         |
| 2.ª                     | Ben Swift               | Moreno Moser                         | Daniel Teklehaimanot                            | Fabian Wegmann                                 | Łukasz Bodnar                                                      | Sky                                              |
| 3.ª                     | Zdeněk Štybar           | Moreno Moser                         | Daniel Teklehaimanot                            | Moreno Moser                                   | Łukasz Bodnar                                                      | Sky                                              |
| 4.ª                     | Aidis Kruopis           | Michał Kwiatkowski                   | Daniel Teklehaimanot                            | Ben Swift                                      | Adrian Kurek                                                       | Sky                                              |
| 5.ª                     | Ben Swift               | Michał Kwiatkowski                   | Daniel Teklehaimanot                            | Ben Swift                                      | Adrian Kurek                                                       | Sky                                              |
| 6.ª                     | Moreno Moser            | Moreno Moser                         | Tomasz Marczynski                               | Michał Kwiatkowski                             | Adrian Kurek                                                       | Sky                                              |
| 7.ª                     | John Degenkolb          | Moreno Moser                         | Tomasz Marczynski                               | Ben Swift                                      | Adrian Kurek                                                       | Sky                                              |
| Clasificaciones finales | Clasificaciones finales | Moreno Moser                         | Tomasz Marczynski                               | Ben Swift                                      | Adrian Kurek                                                       | Sky                                              |